# Ҽ
Ҽ ҽ (itálico: Ҽ ҽ) é uma letra da escrita cirílica que foi criada para e é utilizada na língua abcázia.
O Ҽ faz um som parecido com o do Ч (tche), mas não é exatamente igual, este som é /ʈʂ/.
Devido a estas informações, o nome popular desta letra é tche abcázio.